# Antonov An-50
O Antonov An-50 foi um avião comercial planejado na União Soviética com quatro motores turbojato. Foi projetado pela Antonov no início da década de 1970, mas não chegou a ser construída.
O Antonov utilizou como base o An-24R, mas teria quatro motores turbojato com 14.7 kN de empuxo cada, ao invés de dois turbojatos utilizados anteriormente. Os turbojatos seriam construídos em conjunto com o trem de pouso, sob a asa. Não haviam outras grandes modificações planejadas. Os projetos foram concluídos em 1972, mas não houve nenhum protótipo.
Pesaria cerca de 24.600 kg bruto e voaria a uma velocidade de 490 km/h a 9.400 m de altitude.